# Martinikerk de Doesburg
La Martinikerk  (en français 'église de Martin') est une église protestante située dans la ville de Doesburg aux Pays-Bas. 
C'est la plus haute église de la ville avec une flèche qui atteint 94 m 

## Historique
Une première église de style roman a été construite en 1285 à l'emplacement de l'église actuelle. 
En 1487, la tour et l'église furent entièrement détruites par la foudre. En 1532, l'église fut construite comme basilique de style gothique tardif dit du Bas-Rhin, sans transept. 
En 1548 la foudre a frappé a de nouveau frappé la tour et l'église et en a laissé une partie consumée par le feu.
En 1672, les Français, lors de la Guerre de Hollande  incendièrent la tour et en 1717 la foudre frappa à nouveau. Après que le premier paratonnerre des Pays-Bas ait été placé sur la tour en 1783, l'église et la tour ont été préservées.
La dernière catastrophe eut lieu le 15 avril 1945, lorsque les troupes allemandes en retraite firent sauter la tour. La partie ouest de l’église a été entièrement détruite et le reste a été gravement endommagé. Outre l'orgue Van Gelder, une grande partie du mobilier de l'église du XVIIe siècle a également été perdue. La reconstruction a eu lieu de 1945 à 1972.
En 1966 l'église a été classé Monument national des Pays-Bas
Vu le coût élevé de l’entretien de l’église il a été décidé il y a environ 5 ans d'organiser des événements en plus des services religieux réguliers. À cette fin, il a été demandé à GAJ/VBW Architects de créer un design permettant de rendre le bâtiment évolutif afin d'augmenter les possibilités de location, grâce à une subvention de la province de Gueldre dans le cadre du programme Robust Investment Impulse. Divers équipements ont été construits tels que des toilettes, dont une pour personnes handicapées, une cuisine, un magasin et un vestiaire au sous-sol fermé. Depuis lors, l’église bénéficie d’une clientèle fidèle d’organisations et d’entreprises qui louent régulièrement l’église pour des activités  .

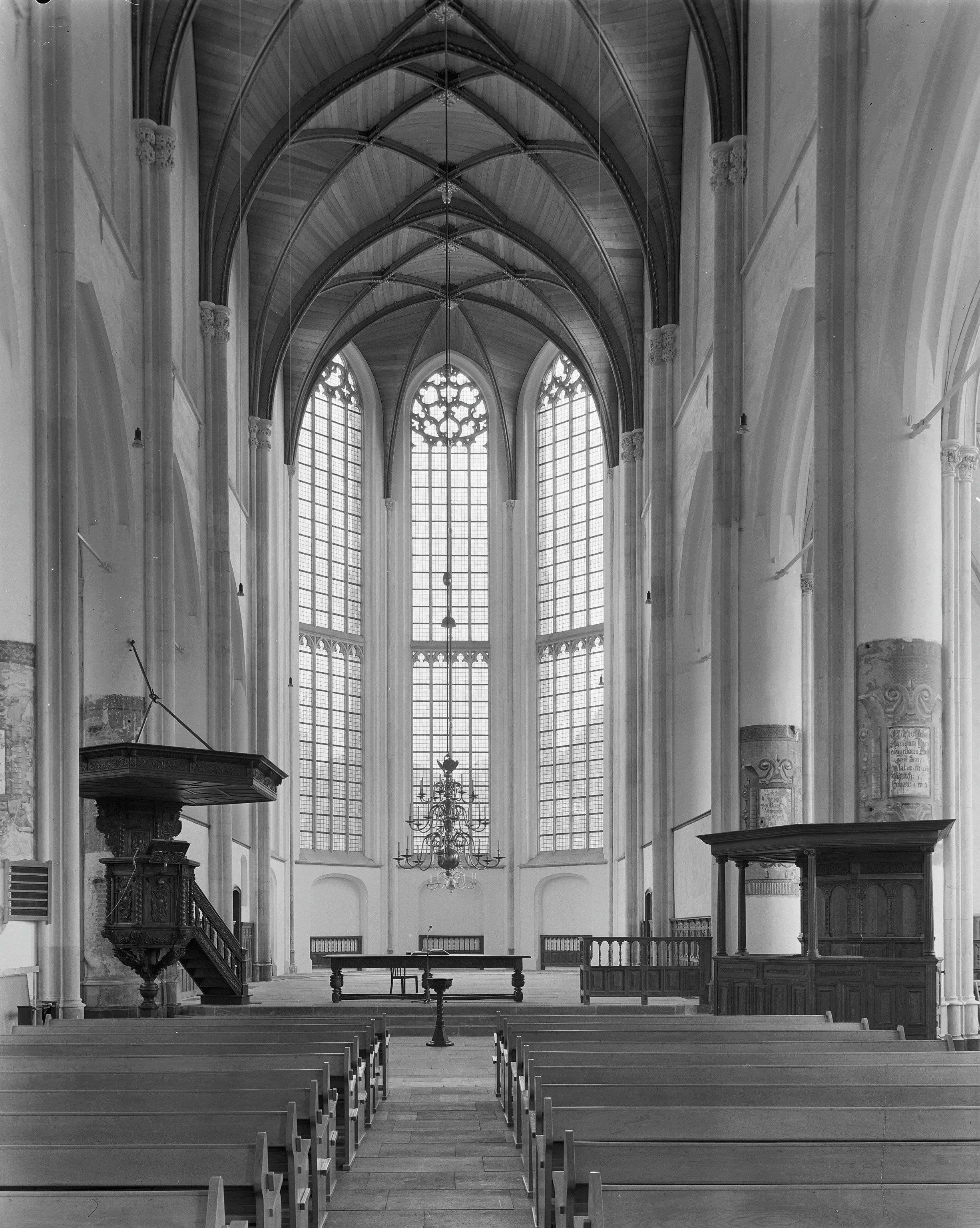
Intérieur de l'église